# Баку (пароход, 1868)
«Баку» — вооружённый колёсный пароход Каспийской флотилии Российской империи.

## Описание парохода
Колёсный пароход водоизмещением 441 тонну. Длина судна составляла 56,6 метра, ширина без учёта кожуха колёс — 7,6 метра, с учётом кожуха колёс — 13,1 метра, а осадка — 2 метра. На пароходе была установлена паровая машина мощностью 500 индикаторных лошадиных сил, а в качестве движителя использовались 2 бортовых гребных колеса. Скорость судна могла достигать 10 узлов, а вооружение состояло из четырёх 4-фунтовых пушек образца 1867 года.

## История службы
Пароход «Баку» был заложен на Камско-Воткинском заводе и после спуска на воду в 1868 году вошёл в состав Каспийской флотилии России.
9 (22) мая 1906 года пароход «Баку» был исключён из списков судов Каспийской флотилии России.